# Mudderverk

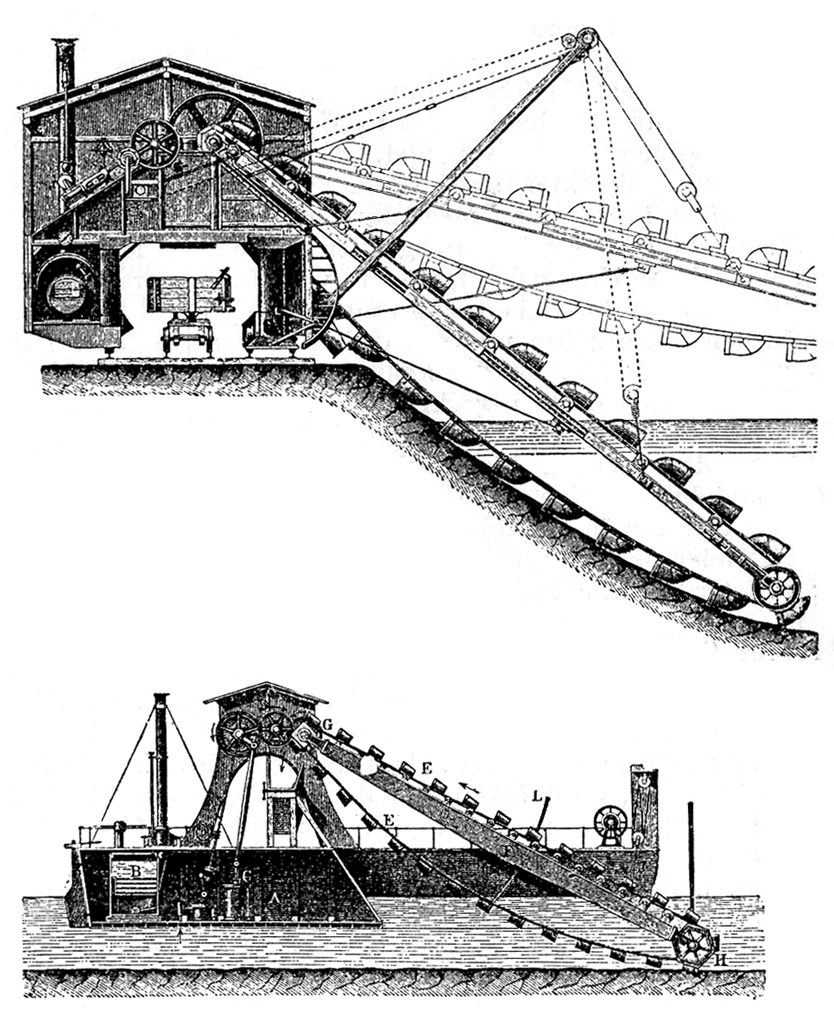
Exempel på mudderverk från sekelskiftet 1900 utrustat med skopor.

Ett mudderverk är en teknisk utrustning som används för att muddra, det vill säga gräva eller suga upp bottensediment i syfte att fördjupa en farled eller hamn.
Ett mudderverk kan bestå av en pråm eller ponton försedd med anordning för muddring. Denna anordning är i de enklaste mudderverken en grävmaskin, ett så kallat enskopeverk. Andra varianter är flerskopeverk (till exempel paternosterverk) och sugmudderverk. Mudderverken är dessutom försedda med stödben som nedsänks i sjöbottnen, för att kunna ligga still under muddringen. 
Muddermassorna transporteras iväg med lastbil eller pråm. Om tillstånd ges, kan de dumpas till sjöss på bestämd plats. I smalare vattendrag och kanaler kan muddring utföras från land med grävmaskin. 

## Bilder

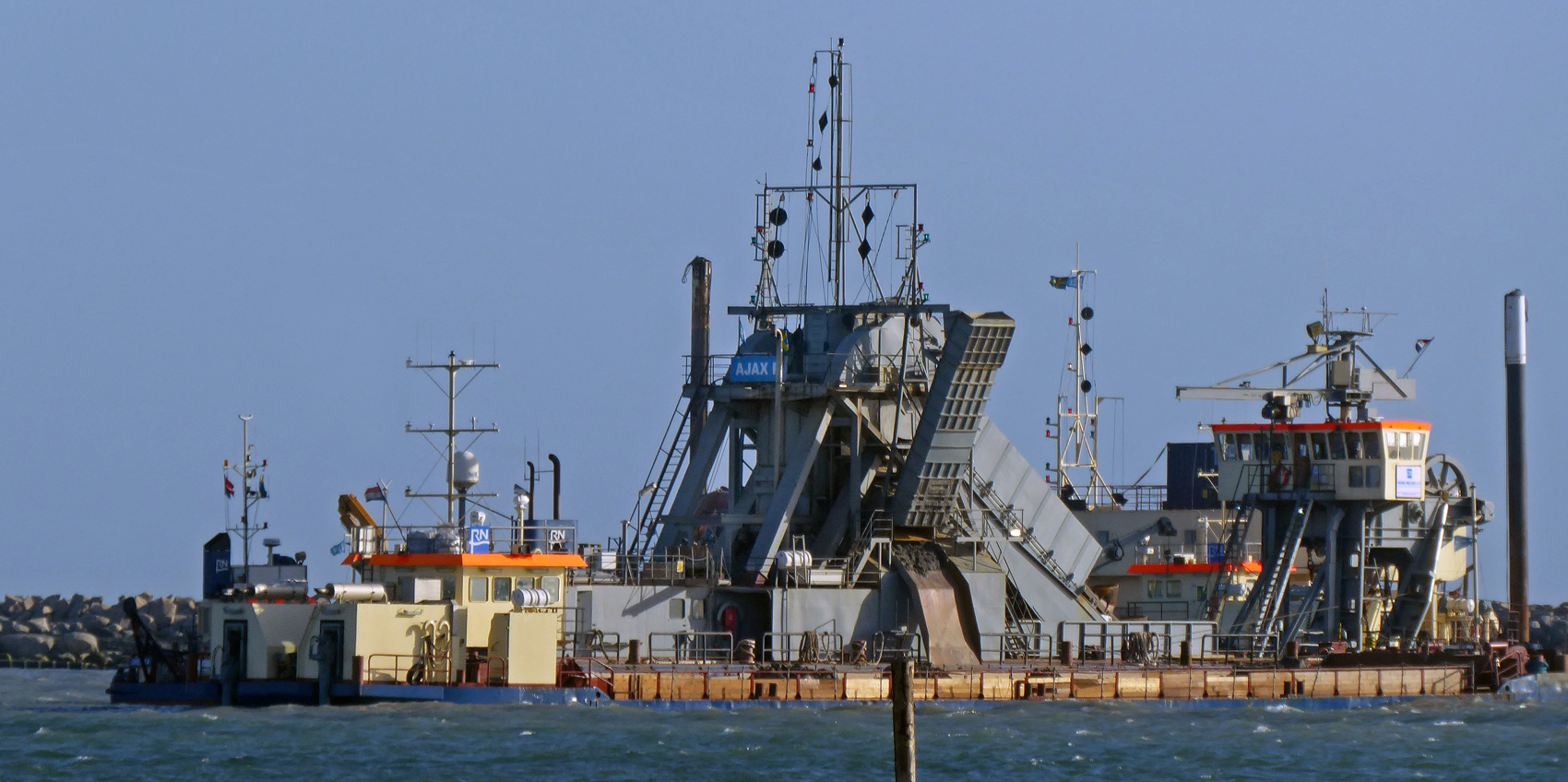
Det Holländska mudderverket Ajax R muddrar i Ystads hamn 6 mars 2020.
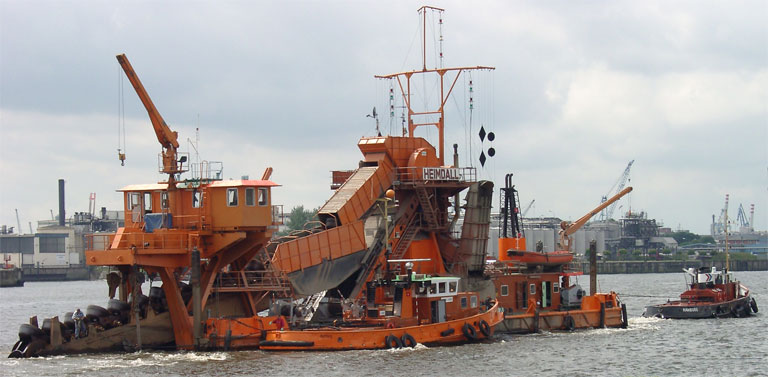
Tyskt mudderverk.
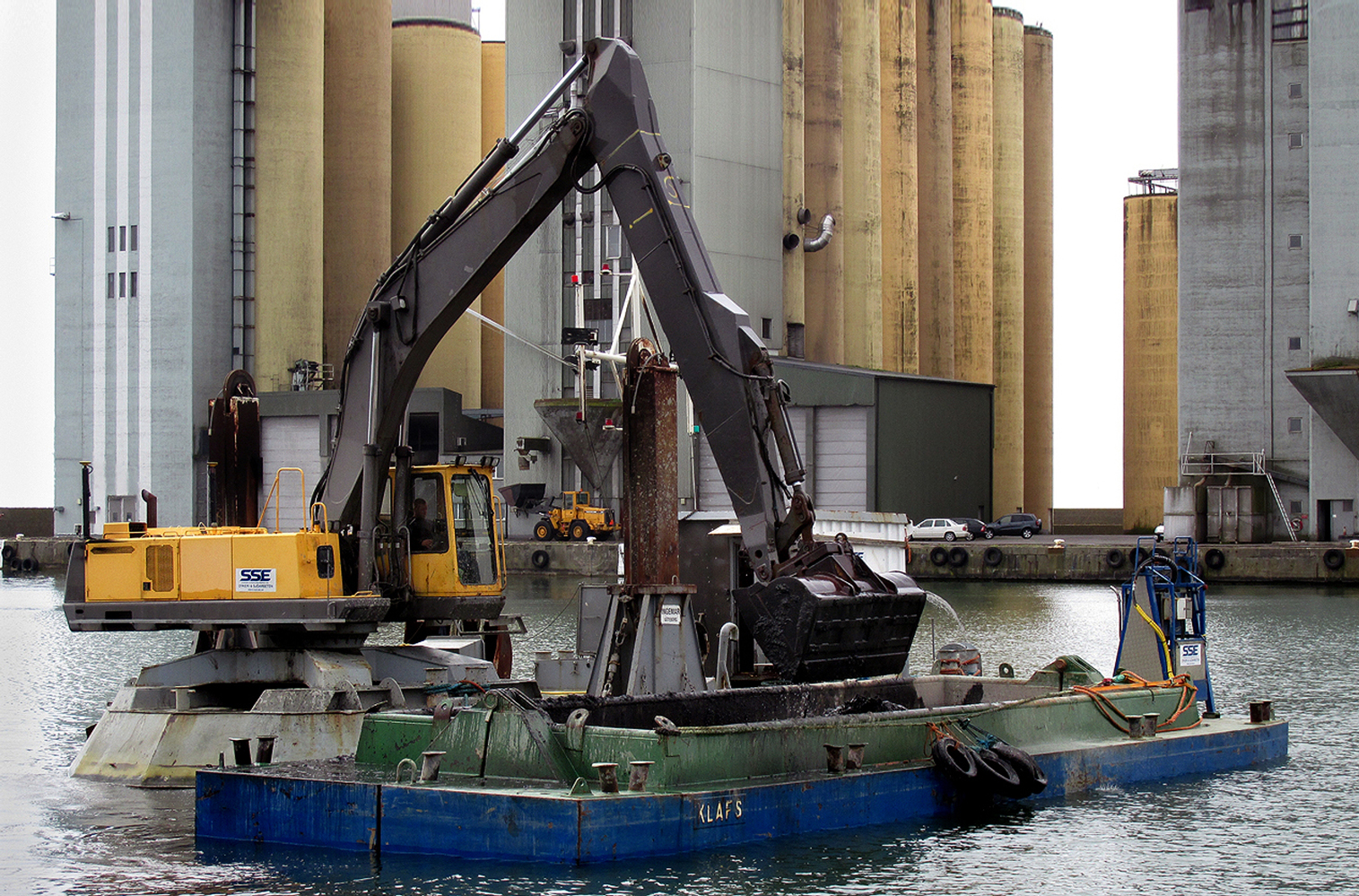
Muddring i Ystads hamn 2015.
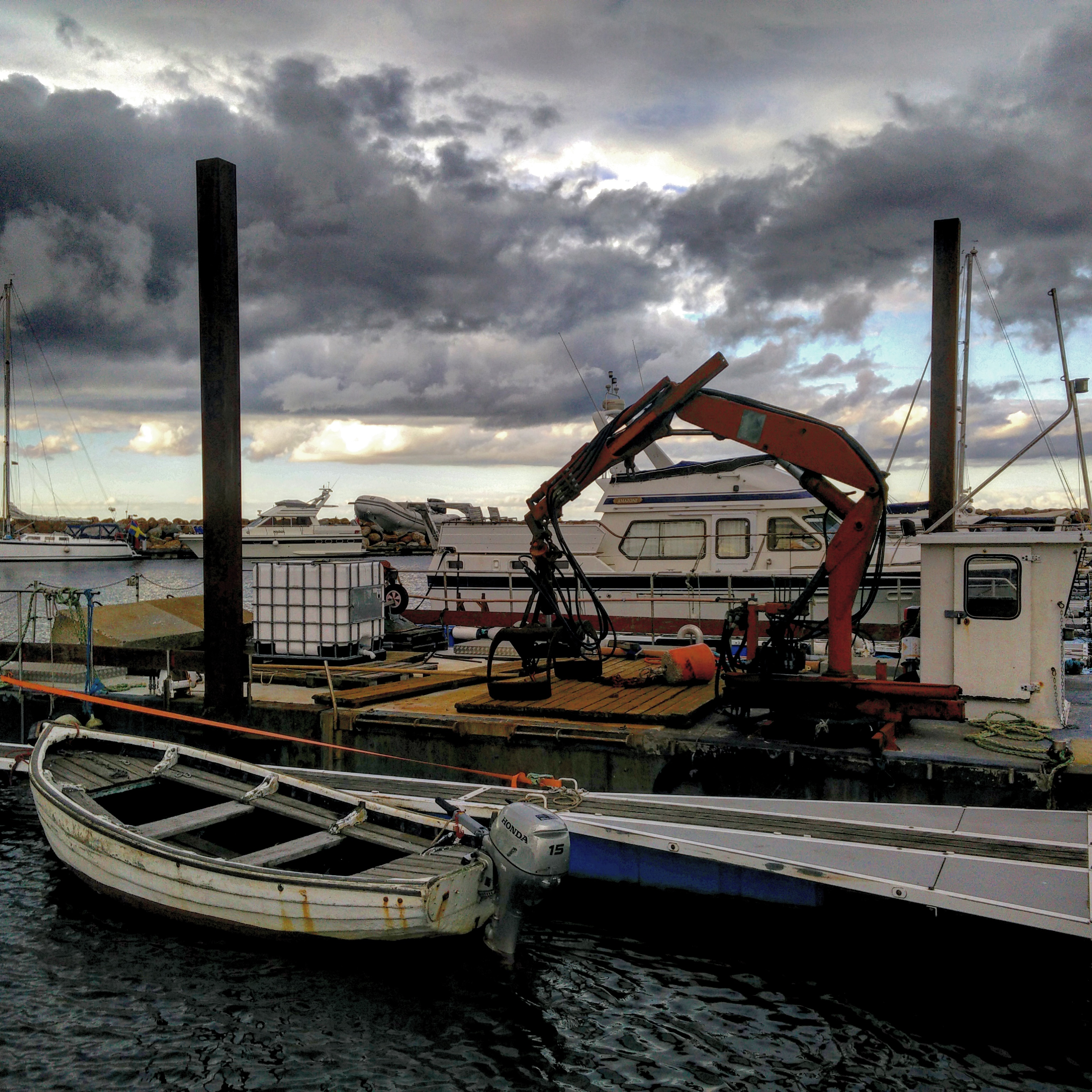
Mudderverk i Simrishamn.